# تری‌فنیل فسفیت
تری‌فنیل فسفیت (به انگلیسی: Triphenyl phosphite) با فرمول شیمیایی C۱۸H۱۵O۳P یک ترکیب شیمیایی با شناسه پاب‌کم ۷۵۴۰ است. که جرم مولی آن ۳۱۰٫۲۸ g/mol می‌باشد. شکل ظاهری این ترکیب، مایع بی‌رنگ است.